# Guigemar
Guigemar est un lai breton, un poème narratif, écrit par la poétesse Marie de France au XIIe siècle. Le poème fait partie du recueil appelé Lais de Marie de France. Comme les autres lais dans ce manuscrit, Guigemar est écrit en anglo-normand, un dialecte d'ancien français, en rime octosyllabique. Il ouvre le recueil car il en fournit les thèmes essentiels, même s'il n'a pas été le premier lai écrit par l'auteur
.
Guigemar est l'une des œuvres où l'auteur déclare explicitement se prénommer Marie. Dans le prologue de Guigemar, elle prétend avoir deux buts : louer les gens de mérite en dépit des méchants et préserver les contes oraux. On pense que le prologue de Guigemar est antérieur au prologue général des lais dans le manuscrit Harley 978, le seul manuscrit qui contienne tous les lais de Marie de France.

## Résumé
Guigemar, fils d'un vassal loyal au roi de Bretagne, est un chevalier courageux et sage qui, en dépit de ses nombreuses qualités, ne peut pas aimer. Un jour, lorsqu'il est parti à la chasse, il blesse mortellement une proie qui possède des bois de cerfs, mais la flèche rebondit sur son sabot avant et blesse le chevalier à la cuisse. Avant de mourir, la biche le maudit, en disant que sa blessure ne sera guérie que par une femme qui souffrira d'amour pour lui, autant que lui l'aimera.
Guigemar traverse la forêt jusqu'au moment où il trouve un fleuve et un navire féérique, c'est-à-dire magnifique mais sans équipage. Il monte à bord et se couche sur ce qui peut être considéré comme un lit mortuaire. Entre-temps, le navire quitte le port, et Guigemar endormi ne sait pas où il va.
Le navire l'emmène dans un pays dont le roi a emprisonné sa femme par jalousie. La reine ne peut voir que deux personnes : une confidente et un vieux prêtre. Sa prison est entourée d'un mur à l'exception d'un petit jardin avec vue sur la mer. C'est là que le navire dépose Guigemar. La reine et sa suivante en le trouvant le croient d'abord mort, puis s'occupent de lui et le soignent après l'avoir lavé. Guigemar et la reine tombent alors amoureux l'un de l'autre, selon une symptomatologie propre à la représentation de l'amour à cette époque.
Après un an et demi, le chambellan du roi les dénonce à son seigneur qui les surprend. Or, juste avant, l'un et l'autre se sont échangé des gages d'amour, comme s'ils avaient pressenti ce qui allait se passer : Guigemar noue une ceinture à la taille de la demoiselle et elle fait un nœud à la chemise de Guigemar, qui est alors le vêtement le plus près du corps. Le roi, après les avoir surpris, force Guigemar à rentrer dans son propre pays. Guigemar est bien reçu, comme si le temps s'était arrêté dans son pays, mais il ne pense qu'à son amour lointain. Le roi, jaloux, emprisonne la reine dans une tour en marbre. Après deux ans de captivité, elle s'échappe et veut aller se noyer dans la mer, là où son ami a disparu. Au bord de la mer, elle voit alors le même navire mystérieux qui lui a apporté Guigemar, et qui l'emmène en Bretagne où elle est trouvée par Mériaduc, un chevalier puissant. Il tombe amoureux d'elle et essaie de la convaincre de répondre favorablement à son amour, mais elle refuse et déclare qu'elle n'aimera que celui qui saura défaire sa ceinture sans la déchirer. Mériaduc en colère lui raconte qu'il a entendu parler de la chemise nouée de Guigemar, et il se demande si ce dernier est l'amant de la dame. En apprenant ceci, la dame manque de s'évanouir. Mériaduc tente alors de défaire le nœud de la ceinture de la dame, en vain.
Plus tard, Mériaduc organise un tournoi auquel Guigemar assiste. Mériaduc présente la reine à Guigemar qui n'est pas certain de la reconnaître. Mériaduc demande alors à sa propre sœur d'essayer de défaire le nœud à la chemise du chevalier. Mais c'est la reine qui réussit, Guigemar la reconnait alors et lui demande de montrer sa ceinture, ce qui prouve son identité. En dépit de cette réunion heureuse, Mériaduc ne veut pas donner la reine à Guigemar. Guigemar attaque le château de Mériaduc, et il le tue. Guigemar et sa reine se retrouvent heureux à la fin de l'histoire.

## Analyse
Guigemar est la forme francisée d'un prénom qui signifie en breton digne d'un cheval (gwiw digne ; marc'h cheval), titre d'un honneur de cour, donc le chevalier qui doit se battre, l'homme viril, le soldat. Le futur Guyomarch IV de Léon le portait quand le lai fut écrit. Selon Patrick Kernévez et André-Yves Bourgès, le personnage de Guigemar pourrait avoir été inspiré par Guyomarch II de Léon. Ernst Brugger estime que le nom orthographié Guigemar par Marie de France avait dans l'archétype des lais la forme Guiemar. C'est plausible, le nom breton étant Gwiomar (Gwiomarc'h ou Guyonvarc'h), patronyme fréquent en Bretagne, qui fut porté par les comtes de Léon, attesté très tôt (sous la forme Uuiu-homarch dans la Cartulaire de Redon). Les étymologies les plus fantaisistes se trouvent encore dans les éditions récentes des lais à propos de ce nom. Il est difficile de comprendre ce lai sans avoir compris le nom du héros, puisqu'il est construit sur une opposition du masculin et du féminin, des valeurs viriles et des valeurs féminines, de la guerre et de l'amour, encore symbolisé par l'opposition du cheval et de la biche.
Ce lai est comparable avec le lai de Guingamor et le lai de Graelent : le sanglier blanc du premier, la biche blanche du second mènent le chasseur vers la fontaine où se baigne la fée. Ce sujet est par exemple évoqué par les Lais féériques des XIIe et XIIIe siècles, traduits par Alexandre Micha (éditions Garnier Frères, 1992).
Guigemar apparaît à la même époque dans Érec et Énide de Chrétien de Troyes (écrit vers 1160-1164), parmi les invités du roi Arthur. Il est ici nommé Guilmers, présenté comme seigneur de l'île d'Avalon et ami de la fée Morgane.

## Intertextualité
La peinture murale qui décore la chambre de la dame montre Vénus, la déesse de l'amour, qui jette le livre Remedia Amoris d'Ovide dans un feu. Ce livre du poète latin Ovide apprend aux lecteurs à échapper aux pièges de l'amour.

## Éditions
- Philippe Walter (dir. et édition critique) (édition bilingue), Lais du Moyen Âge, Paris, Gallimard, coll. « Pléiade », 2018, p. 6-49.